# Wilson Bueno
Wilson Bueno (Jaguapitã, 13 de março de 1949 - Curitiba, 31 de maio de 2010) foi escritor, cronista e poeta paranaense. Nasceu em Jaguapitã e ainda criança se mudou para Curitiba, onde descobriu a sua vocação literária. Ao longo de sua vida construiu duas obras: a sua literatura - reconhecida como uma das mais interessantes e importantes entre os escritores brasileiros dos últimos 40 anos, que lhe rendeu 16 livros - e o jornalismo - como editor de O Nicolau e colaborador em vários jornais conceituados  do país. Faleceu no dia 30 de maio de 2010, na cidade de Curitiba, onde vivia desde a década de 1970.

## Carreira
No jornalismo, sua atuação marcante foi a de editor de O Nicolau, um jornal literário publicado mensalmente pelo governo do Estado do Paraná. Depois de O Nicolau, Bueno passou a dedicar-se à literatura em tempo integral, e a sua coluna dominical em O Estado do Paraná.
Na literatura, foi apresentado aos leitores brasileiros em 1986, pelo poeta curitibano Paulo Leminski, com a publicação da coletânea de contos Bolero’s Bar. Em 1991, escreveu o Manual da Zoofilia, textos que refletem a mitopoética do amor erótico humano. A obra responsável pela sua projeção e reconhecimento nacional - e internacional - foi a novela Mar paraguayo, publicado em 1992, na qual ele introduz uma narrativa recheada de expressões em português, espanhol e guarani. Foi a publicação que fez o melhor percurso internacional entre as quais Bueno escreveu. 
Em 2000 ganhou a Bolsa Vitae de Literatura, a mais expressiva bolsa literária brasileira, com o romance Amar-te a ti nem sei se com carícias, também finalista do Prêmio Zaffari e Bourboun de melhor romance publicado em língua portuguesa no biênio 2003/2004. O mesmo também foi adotado como leitura obrigatória do Vestibular Unificado/2005, da UFMS. Em 2006, o livro Cachorros do céu foi finalista no Prêmio Portugal Telecom de Literatura, um dos mais importantes do setor. A obra Meu Tio Roseno a Cavalo, foi finalista no Prêmio Jabuti de Literatura em 2001.

### Obras publicadas
- Bolero's Bar (Criar Edições, Curitiba, 1986/Travessa dos Editores, Curitiba, 2007).
- Manual de Zoofilia (Noa Noa, Florianópolis, 1991/ Editora da UEPG, Ponta Grossa, 1997).
- Ojos de água (El Territorio, Argentina, 1992).
- Mar Paraguayo (Iluminuras, São Paulo, 1992/Intempérie Ediciones, Santiago do Chile, 2002 / Tsé-Tsé, Argentina, 2005/ Editorial Bonobos, México, 2006).
- Cristal (Siciliano, São Paulo, 1995).
- Pequeno Tratado de Brinquedos (Iluminuras, São Paulo,1996/2ª edição, 2003).
- Medusario - mostra de poesia latinoamericana (Antologia, Fondo de Cultura Económica, México, 1996). Organização de José Kozer, Roberto Echavarren e Jacobo Sefamí.
- Jardim Zoológico (Iluminuras, São Paulo, 1999).
- Os Chuvosos (Tigre do Espelho, Curitiba, 1999/ Lumme Editor, São Paulo, 2007/ Heloísa Cartonera Ediciones, Argentina, 2007)
- Meu Tio Roseno, a Cavalo (Editora 34, São Paulo, 2000)
- Once Poetas Brasileños (Ediciones Cetrería, Havana/Cuba, 2004).
- Amar-te a ti nem Sei se com Carícias (Editora Planeta, São Paulo, 2004).
- Cachorros do céu (Editora Planeta, São Paulo, 2005).
- Diário Vagau (Travessa dos editores, Curitiba, 2007).
- Pincel de Kyoto (Editora Lumme, 2007).
- Canoa Canoa (Verbena Ediciones, Argentina, 2007).
- A Copista Kafka (Editora Planeta, São Paulo, 2007).
- Mano, a Noite Está Velha (Editora Planeta, São Paulo, 2011).
- O Gato Peludo e o Rato-de-Sobretudo (Florianópolis: Katarina Kartonera, 2009)
- Mascate (Yiyi Jambo, Paraguai, 2014).
- Ilhas (Dulcineia Catadora, 2007 / Medusa, Curitiba, 2017).
- Novêlas Marafas (La Flauta Mágica, Montevideo/Uruguay, 2018).

### Trabalhos
O currículo de Bueno começa aos 14 anos no Diário Popular, aos 16 anos foi contratado pela Gazeta do Povo após apresentar um conto a Dr. Francisco. Mesmo após ter se mudado para o Rio de Janeiro aos 18 anos, continuou mandando suas cronicas para o jornal. Foi para a Rádio Globo, e aos 23 anos já era chefe da redação. Trabalhou também nas rádios Tupi, Tamoio, Nacional e foi parar no O Globo. Fundou o suplemento da Tribuna da Imprensa sob o horror Médici, sendo o único espaço em jornal de circulação diária para o grito contra a ditadura.
Na volta a Curitiba, monta com o Reynaldo Jardim, o jornal Curitiba Shopping e editou sozinho do 3º ao 79º número. Depois começou a fazer matérias de capa da revista Atenção. 
Quando José Richa foi eleito governador, se tornou assessor de imprensa do Teatro Guaíra. Algum tempo depois, é convidado por Sergio Charperlain para trabalhar no SBT e se muda novamente para o Rio de Janeiro. O quadro que era seu encargo era "Essa é a sua vida". Mas quando Charperlain voltou para a Rede Globo, Bueno voltou a Curitiba. 
Depois disso, trabalhou no Jornal do Brasil, na revista Idéias, foi cronista dominical do jornal O Estado do Paraná, colaborador regular do caderno cultura do jornal O Estado de S. Paulo  e na internet fazia uma colaboração com a revista Trópico, do site UOL.

### Nicolau
O Nicolau surgiu em 1987, a ideia foi do jornalista Aramis Millarch e teve o aval do então secretário de cultura, René Dotti. Os dois concordaram em chamar Wilson Bueno para liderar o projeto. Nos 10 anos de existência, o jornal conseguiu quatro prêmios nacionais e um internacional. Bom conteúdo, custo barato e prestigiado a ponto de ter sido considerado o melhor jornal de cultura do Brasil, era um jornal que trazia conteúdo inovador, acontecimentos no Brasil e traduções diversas, além de boas entrevistas.
O primeiro prêmio do Nicolau  veio no ano de criação do jornal. A Associação Paulista dos Críticos de Arte (APCA) considerou-o melhor tabloide cultural de 1987. Em 1989, Wilson Bueno recebeu da União Brasileira dos Escritores o prêmio de Personalidade Cultural Brasileira. Um prêmio, segundo Bueno, concedido graças ao seu trabalho no Nicolau. A APCA voltou a premiar o jornal, considerando-o o melhor veículo do gênero na década de 80. O presidente da APCA, Henrique Alves escreveu na ocasião, o artigo: "A Década do Nicolau". Outro prêmio de Wilson Bueno foi o troféu Parahyba, um dos mais importantes e tradicionais do nordeste. O reconhecimento internacional veio em 1994, com o prêmio IWA, concedido pela International Writers Association, como melhor jornal cultural do Brasil. O júri que escolheu o Nicolau era composto por intelectuais de diversos países. 
O estranho desativamento do jornal em 1994 foi uma grande perda para a cultura paranaense e nacional, pois era formado por uma equipe pequena e possuíam papel e dinheiro para postagem fornecidos pelo governo estadual. O jornal gastava pouco e agradava muitos.